# Liolaemus schmidti
Liolaemus schmidti este o specie de șopârle din genul Liolaemus, familia Tropiduridae, descrisă de Marx 1960. Conform Catalogue of Life specia Liolaemus schmidti nu are subspecii cunoscute.